# Zonsverduistering van 11 mei 2078

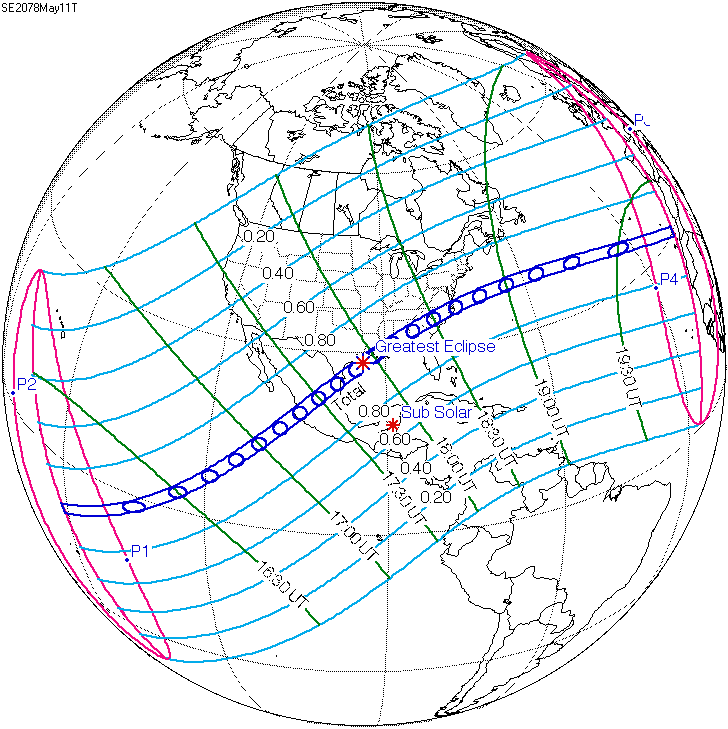
De zonsverduistering is te zien tussen de blauwe lijnen.

De totale zonsverduistering van 11 mei 2078 trekt veel over zee, maar is achtereenvolgens te zien in deze tien gebieden: Mexico, Texas, Louisiana, Mississippi, Alabama, Florida, Georgia, South Carolina, North Carolina en Virginia.

## Lengte

### Maximum
Het punt met maximale totaliteit ligt op zee vlak bij Houston in Texas en duurt 5m40,4s.

### Limieten
| Fenomeen                    | Code | Tijdstip UTC |
| --------------------------- | ---- | ------------ |
| Eerste contact bijschaduw   | P1   | 15:17:36.4   |
| Eerste contact kernschaduw  | U1   | 16:11:43.8   |
| Kernschaduw compleet vanaf  | U2   | 16:14:33.3   |
| Bijschaduw compleet vanaf   | P2   | 17:10:11.8   |
| Maximum eclips              | GE   | 17:54:30.1   |
| Bijschaduw compleet t/m     | P3   | 18:38:38.1   |
| Kernschaduw compleet t/m    | U3   | 19:34:23.1   |
| Laatste contact kernschaduw | U4   | 19:37:11.1   |
| Laatste contact bijschaduw  | P4   | 20:31:22.3   |